# Beopheung de Silla
Rey Beopheung (514-540 dC) era el 23ro monarca de Silla, uno de los Tres Reinos de Corea. Fue precedido por el rey Jijeung (r 500-514) y sucedido por el rey Jinheung.

## Impulso al budismo durante su reinado
Durante su reinado, el budismo había llegado a ser bastante común en Silla, pues había sido introducido mucho antes por los monjes de Goguryeo durante el reinado del rey Nulji. Uno de los ministros del rey Beopheung, un hombre llamado Ichadon, era un converso budista que incluso se había afeitado la cabeza y tomado la tonsura. Siempre imploró al rey que adoptara el budismo como religión estatal y, de hecho, el propio rey Beopheung se había hecho aficionado a las enseñanzas de Buda. Sin embargo, los otros ministros de Silla se opusieron mucho a esto, y expresaron su inconformidad al rey. Beopheung, persuadido por sus ministros, estaba en una encrucijada y se encontró con una gran renuencia a cambiar. En este tiempo, Ichadon sugirió su propio martirio y rogó al rey que lo ejecutara en público por la causa del budismo. El rey se negó a hacerlo, e Ichadon insultó deliberadamente a los ministros del reino, provocando así la ira del rey. Al final, Ichadon fue ejecutado en público, pero antes de cortar su cabeza, declaró que la sangre derramada de su cuerpo no sería de color rojo sino blanco lechoso. Según el Samguk Yusa, sus predicciones resultaron correctas, y la sangre lechosa de Ichadon horrorizó a los ministros del reino. Como resultado de la muerte de Ichadon, el rey Beopheung finalmente eligió el budismo como religión del estado. Sin embargo, el verdadero auge budista en Silla no comenzaría hasta el reinado del rey Jinheung.